# Bambú (banda)
Bambú es una agrupación filipina de rock fundada en 2003 por el exvocalista de Rivermaya, Bambú Mañalac.  Bambú Mañalac sirve como líder de la banda, contrariamente a la creencia popular, la banda no es su nombre. Según Ira Cruz, el guitarrista, el nombre de "Bambú" se refiere a la resistencia y durabilidad con una isla que se sienten identificados. También, es muy filipino y asiático al mismo tiempo. Su primera prioridad como banda en 2000 fue "barangay de audio", barangay es un término español sinónimo de "Barrio". Sin embargo, se dieron cuenta de que es un poco difícil de pronunciar y que no es sólo en comparación con el pegadizo "Bambú". También bajó el nombre de "Audio barangay" porque en el Audioslave se formó aproximadamente en el mismo momento de su formación la banda, para evitar la confusión.  Los otros dos miembros, Ira Cruz y Vic Mercado, eran antiguos instrumentistas de otra banda, conocida como Pasaje. Ira Cruz y Nathan Azarcón, también exmiembro de la banda Kapatid durante ese tiempo. Cuatro años después de su salida de Rivermaya, Mañalac y Azarcón fueron atrapados una vez más por unos con otros, durante lo cual se presentó Azarcón Ira Cruz y Vic Mercado. 

## Discografía

### Álbumes
- 2004 - As The Music Plays (Como Suena la Música)[Doble Platino]
- 2005 - Light Peace Love (Amantes de la Luz y la Paz) [Disco de Platino]
- 2007 - We stand Alone Together (Estamos Solos) [Disco de Oro]
- 2008 - Tomorrow Becomes Yesterday (El Mañana Empieza Ayer) [Disco de Platino]

### Compilaciones
- Full Volume:The Best Of Pinoy Alternative (2005 EMI Philippines) Tomo completo: The Best Of *Pinoy Alternativa (2005 IME Filipinas) includes As The Music Plays (Jam Version) incluye y Reproduce la música (Atasco versión)
- Rounin OST (2007 Star Records) Rounin OST (2007 Estrella Records) includes Argos incluye Argos
- Astig...The Biggest OPM Hits (2008 Universal Records) El más grande ... Astig OPM Hits (2008 Universal Records)

### Singles
- Noypi
- Sr. Arcilla
- Masaya
- Aleluya
- FU
- Mucho se ha dicho
- La verdad
- Hombre de paz
- Estamos solos
- Probinsyana
- Tan lejos
- Kailan